# Mangalia
Mangalia es una ciudad con estatus de municipiu de Rumania. Es una ciudad portuaria y residencial de la costa rumana del mar Negro al sureste del distrito de Constanţa, en la región histórica de Dobrogea o Dobruja.

## Historia
La ciudad nació como colonia de Heraclea Póntica llamada Calatis.
A partir del siglo IX fue conocida por los turcos como Pangalia, por los rumanos como Tomisovara y por los griegos como Panglicara. Fue uno de los puertos más importantes de la costa occidental del mar Negro.

## Situación geográfica y clima

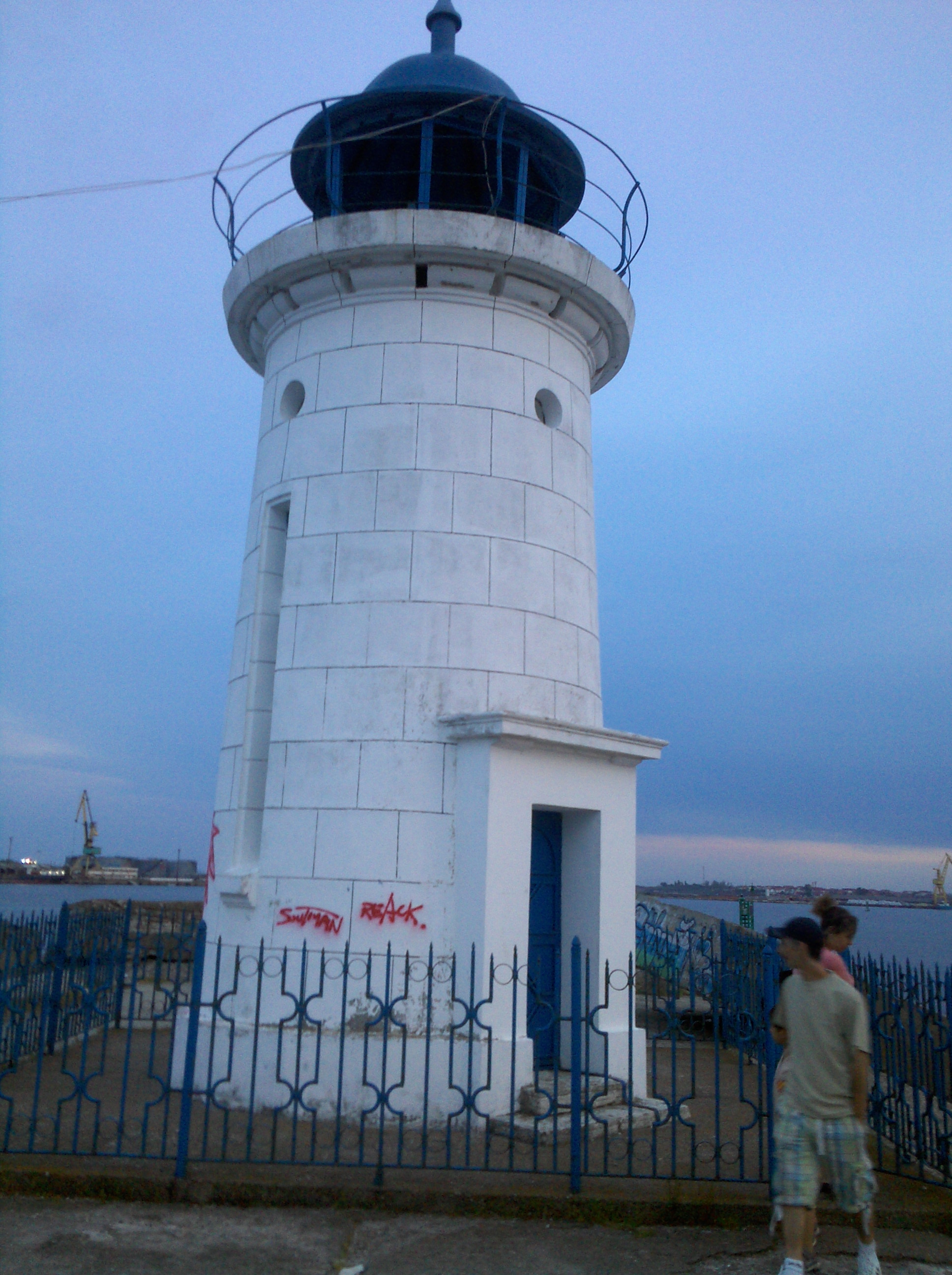
El faro antiguo.

Mangalia está situada a una elevación aproximada de 10 m. Emplazada a 44 km al sur de la ciudad de Constanţa, al sur del paralelo 44 Norte, y en la misma latitud que la ciudad de Niza. Mangalia es el más meridional centro vacacional de la costa rumana del mar Negro.
Mangalia se caracteriza por un moderado clima marítimo (con una media anual de temperatura 11.2 °C), con calurosos veranos (la media de julio es de unos 22 °C) e inviernos templados (la media de enero es de 0,2 °C).

Mangalia ocupa el segundo lugar del país, tras Băile Herculane, con medias de temperaturas invernales sobre 0 °C. La primavera llega pronto pero es fresca y el otoño es largo y caluroso.

En verano, la nubosidad es reducida (unos 25 días soleados al mes) y la duración de la luz solar es de 10-12 horas al día. 
La precipitación anual es baja (unos 400 mm). 
La brisa marina es fuerte en verano. Los agentes naturales curativos del agua del mar Negro, la cual tiene cloruros, sulfatos, sodio, magnesio, y es hipotónica (15,5 g de mineralización). Las aguas minerales de la primavera son sulfurosas, cloradas, bicarbonatadas, sódicas, cálcicas, mesotermales (21-28 °C) en la parte norte de la ciudad, en el área de la playa entre Saturno y Venus, el lodo sulfuroso, rico en minerales, el cual es extraído de la ciénaga de turba del norte de la ciudad (desde hace 250 años) y el clima marino, rico en aerosoles salinos y radiación solar que ejercen un estimulante efecto en el organismo. 
Tiene una larga playa de arena fina, desarrollada para la aerohelioterapia y terapia de olas, como un alto malecón con un específico microclima donde uno puede beneficiarse de inhalaciones de aerosoles salinos con efectos terapéuticos.

## Atracciones turísticas
- La tumba escita descubierta en 1959 donde los arqueólogos desenterraron fragmentos de un papiro en griego, el primer documento de este tipo de Rumania.
- Las tumbas de la necrópolis de la ciudadela de Calatis, datan del siglo IV a. C. al siglo II a. C.
- Las ruinas de la ciudadela de Calatis del siglo VI a. C.
- La mezquita turca de Mangalia del siglo XVI.
- El Museo Arqueológico, con una rica colección de ánforas y esculturas de la época helenística, fragmentos de sarcófagos de piedra, etc.

## Personas destacadas
- Demetrio de Calatis
- Inna (1986-) cantante

Un lugar especial llamado Asesino se halla cerca del puesto de control meteorológico. Es un sitio popular entre las parejas más bohemias, un romántico y espectacular paraje tanto en invierno como en verano. La luna se alza con color rojo sobre el mar Negro en las noches de verano.
En invierno, en Asesino, pueden encontrarse las más grandes olas. Esta es la razón por la que el sitio es llamado Asesino: las olas gigantes que azotan al malecón entero durante el invierno.
En el Museo de Arqueología de Mangalia se puede visitar una basílica de estilo sirio.
Es recomendable visitar Tulcea, a 167 km de Mangalia, para después coger un barco y pasar un día o dos en el delta del Danubio.